# Héricy
 Héricy  es una población y comuna francesa, en la región de Isla de Francia, departamento de Sena y Marne, en el distrito de Fontainebleau y cantón de Fontainebleau.

## Demografía
| 1303 | 1293 | 1478 | 1861 | 2216 | 2519 |
| Para los censos de 1962 a 1999 la población legal corresponde a la población sin duplicidades (Fuente: INSEE [Consultar]) |      |      |      |      |      |